# Csurgó
Csurgó – miasto na Węgrzech, w komitacie Somogy, siedziba władz powiatu Csurgó.

## Miasta partnerskie
- Aumale
- Cristuru Secuiesc
- Fehérvárcsurgó
- Haimhausen
- Juzava
- Markelo
- Vráble
- Vrsar